# Vandeleumatidae
Famille
Les Vandeleumatidae sont une famille de mille-pattes diplopodes.

## Liste des genres
Selon millibase.org :
- Cyclothyrophorus Pocock, 1908
- Guipuzcosoma Vicente & Mauriès, 1980
- Hypnosoma Ribaut, 1952
- Mannobolus Loomis, 1968
- Miniusoma Mauriès, 2014
- Psichrosoma Mauriès, 2013
- Psychrosoma Mauriès, 1970
- Strangulogona Mauriès, 2014
- Typhlopsychrosoma Mauriès, 1981
- Vandeleuma Mauriès, 1966